# Jerzy Tytz
Jerzy Tytz (ur. 5 lipca 1888 r. w Warszawie, zm. 6 maja 1944 r. w Sosnowcu) – duchowny ewangelicki, publicysta.

## Życiorys
Ordynowany na duchownego w łódzkim kościele św. Trójcy. W 1912 r. został wybrany proboszczem w Stawiszynie, a następnie w 1919 r. – w Kielcach. Został wiceprezesem kieleckiego oddziału Czerwonego Krzyża, prezesem Polsko-Amerykańskiego Komitetu Pomocy Ofiarom Wojny i współzałożycielem miejscowego szpitala dla dzieci. 
W latach 1932−1939 przewodniczył Towarzystwu Polaków Ewangelików na Górnym Śląsku. Został radcą Konsystorza. W 1939 r. pozbawiony przez Niemców urzędu, następnie w 1940 r. aresztowany i osadzony w więzieniu w Sosnowcu, potem przeniesiony do Katowic. Zwolniony po kilku miesiącach poświęcił się pracy w założonej przez siebie spółdzielni przy przędzalni Heinricha Dietla. 
Zmarł po krótkiej chorobie, wskutek wypadku ulicznego, 6 maja 1944 r. Spoczywa na cmentarzu ewangelickim w Sosnowcu.